# Каменноовражский сельсовет
Каменноовражский сельсовет — сельское поселение в Неверкинском районе Пензенской области Российской Федерации.
Административный центр — село Каменный Овраг.

## История
Статус и границы сельского поселения установлены Законом Пензенской области от 2 ноября 2004 года № 690-ЗПО «О границах муниципальных образований Пензенской области».

## Население
| 2010 | 2012 | 2013 | 2014 | 2015 | 2016 | 2017 |
| ---- | ---- | ---- | ---- | ---- | ---- | ---- |
| 438  | ↘423 | ↘405 | ↘392 | ↘385 | ↘374 | ↘364 |
| 2018 | 2021 |      |      |      |      |      |
| ↘349 | ↘314 |      |      |      |      |      |

## Состав сельского поселения
| № | Населённый пункт | Тип населённого пункта       | Население |
| - | ---------------- | ---------------------------- | --------- |
| 1 | Каменный Овраг   | село, административный центр | ↘314      |